# Felipe Bigarny

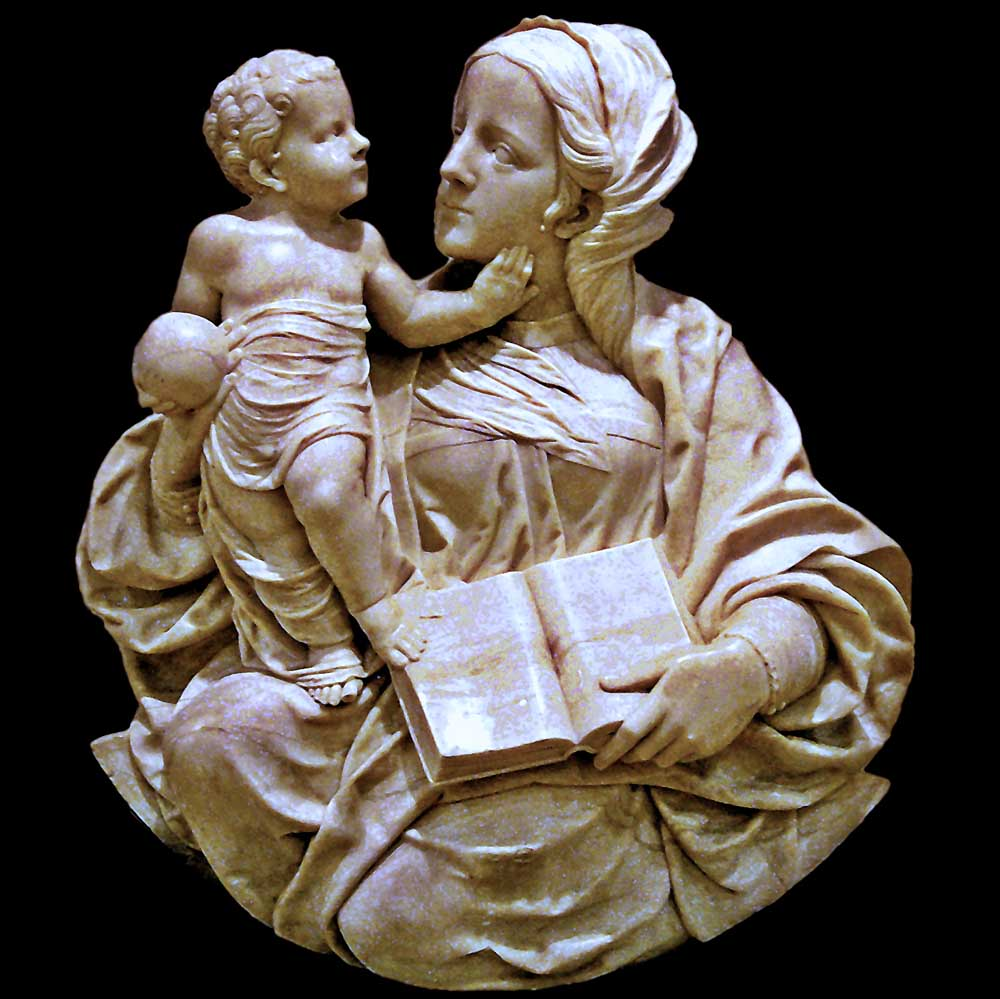
Madonna mit Kind, zugeschrieben Felipe Bigarny (Museo Nacional de Escultura, Valladolid).

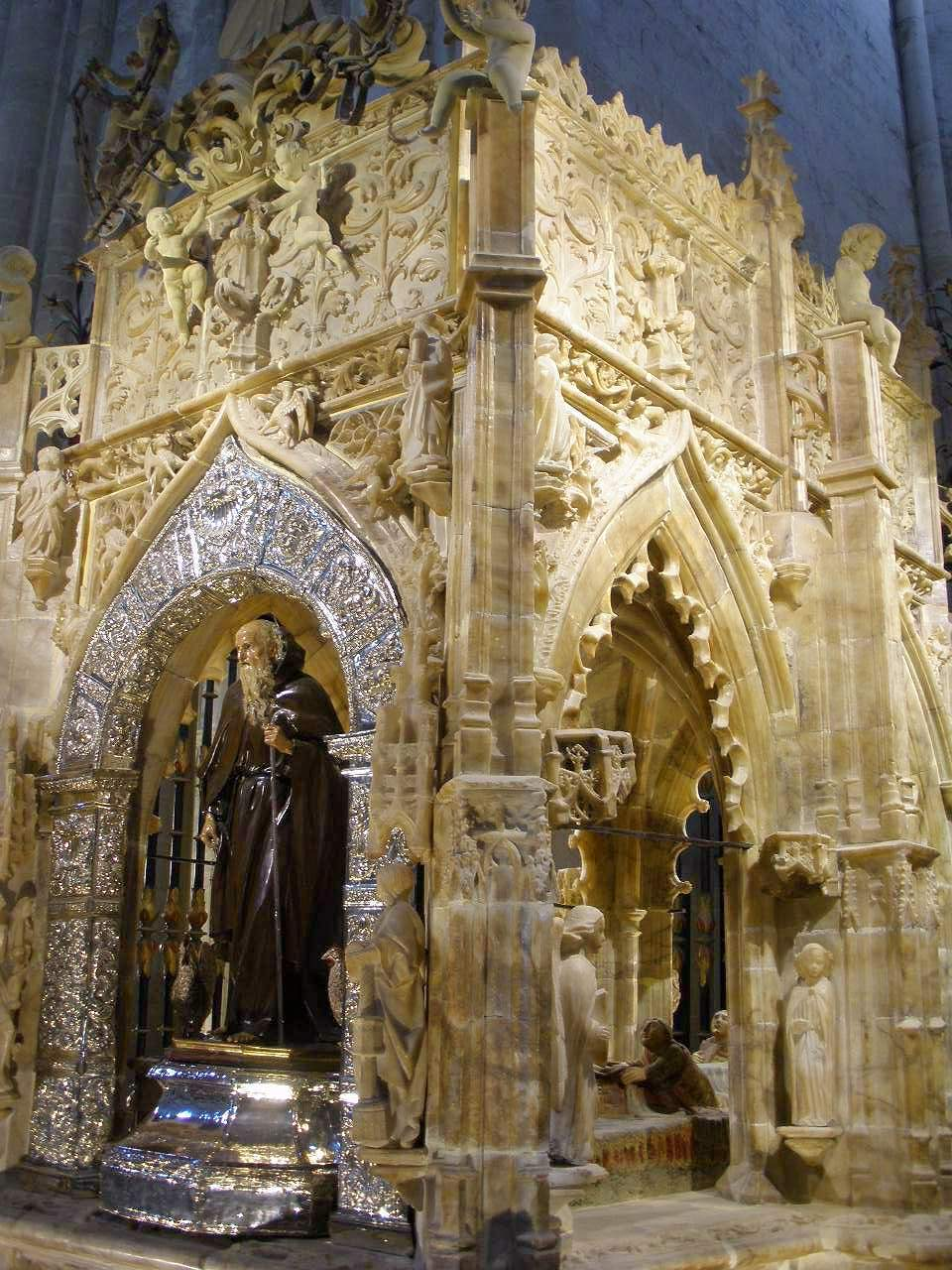
Grabmal Santo Domingos in der Kathedrale von Santo Domingo de la Calzada

Felipe Bigarny, auch Felipe Vigarny, Felipe Biguerny oder Felipe de Borgoña, genannt el Borgoñón
(* um 1475 in Langres, Bourgogne; † 10. November 1542 in Toledo), war ein französisch-spanischer Bildhauer und Architekt der Renaissance.

## Leben und Werk
Felipe Bigarny reiste als junger Mann nach Rom, wo er noch vor 1500 die Kunst der italienischen Renaissance kennenlernte. Im Jahr 1498 begab er sich auf dem Jakobsweg nach Spanien, wo er für die Kathedrale von Burgos mehrere Altarreliefs schuf. Dies führte zu weiteren Aufträgen als Holzschnitzer und Steinbildhauer, unter anderem an der Kathedrale von Toledo (ab 1499). Im Jahr 1513 entwarf Bigarny den Baldachin des Grabmals von Domingo de la Calzada in der Kathedrale von Santo Domingo de la Calzada; drei Jahre später begann er mit der Arbeit am Hochaltar der Kirche Santo Tomás von Haro und stellte ihn im Jahr 1519 fertig.
Bigarny arbeitete mit anderen bekannten Meistern seiner Zeit zusammen, so 1519 mit Berruguete in Saragossa, und in Burgos mit Diego de Siloé, mit dem er auch rivalisierte und der seinen Stil beeinflusste. Bigarnys Ruf wurde gefestigt dadurch, dass er im Jahr 1526 im Buch Medidas del Romano von Diego de Sagredo als außergewöhnlicher Künstler und Gesprächspartner hervorgehoben wurde. In der Folge erhielt er zahlreiche Aufträge aus verschiedenen Teilen Spaniens. Felipe Bigarny starb als wohlhabender Mann.

## Ehe und Nachkommen
Aus seiner Ehe mit der Witwe María Sáez Pardo entsprangen fünf Söhne, von denen der erstgeborene, Gregorio Pardo (* 1517), ihn in seinen späten Jahren als Mitarbeiter unterstützte.